# Melibe viridis
Melibe viridis je vrsta morskog puža iz reda gološkržnjaka (Nudibranchia).

## Rasprostranjenost
Nastanjuju područja Sredozemnog, Crvenog i Andamanskog mora, Mozambički kanal, Južno kinesko more te mora okolna Filipinima. OBIS zabilježuje zapažanja i kod Velikog Caymana, Velike Britanije te kod Australije.
Iako im se na različitim lokacijama često pridaju druga imena (vidi: Sinonimi), pronalazi ih se i u Jadranu, osobito u Hrvatskom i Grčkom dijelu, gdje su vjerojatno zalutali iz Sredozemnog mora. Pretpostavlja se da su ondje pak došli preko Sueskog kanala.

## Opis
Dosežu do 140 mm duljine. Tijelo im je zelenkaste ili smeđe boje i providno te prekriveno bijelim strukturama nalik na dlačice, a glava malena i okrugla. Glavu im, kao i svim vrstama iz roda Melibe, prekriva rastezljivi oralni veo čiji je rub prekriven cilijama, pokretljivim izraštajima nalik na trepetljike. Na svakoj strani tijela ima po 6 ili 7 škrga. Oralni veo koriste za lov na pokretan plijen, pri čemu njime prelaze preko morskog tla. Kada naiđu na račića, kojima se tipično hrane, oralni veo se zatvara i puž guta zarobljeni plijen.

## Vanjske poveznice
|  | Zajednički poslužitelj ima još gradiva o temi Melibe viridis |